# Феаг
Феаг (др.-греч. Θεάγης) — диалог Платона.
Участники диалога: Сократ, Демодок, Феаг
Диалог «Феаг» относится к так называемым сократическим диалогам, в античности приписывался Платону. Ритор Фрасилл, знаток творчества Платона, включил его в число подлинных сочинений Платона, однако критика XIX века скептически отнеслась к подлинности данного диалога. Есть предположение, что сочинение относится либо к раннему творчеству Платона, либо принадлежит к платоновской школе или к стоическим платоникам эпохи эллинизма, интересовавшимся гаданиями, предсказаниями, мантикой. 
Диалог «Феаг» представляет попытку в краткой форме объяснить феномен гения Сократа (даймонизм) как основу его философии идей и философии жизни. Сократовский "даймоний" оказывается активной силой, обращённой на внешний мир, он способен оказывать влияние на более талантливых единомышленников Сократа, наделяя их особенной силой философствования, также иметь свойство предупреждения предстоящей опасности, так по отношению к самому Сократу, так и его единомышленникам. Сократ характиризует свой гений как: "это голос, который, когда он мне слышится, всегда, что бы я ни собирался делать, указывает мне отступиться, но никогда ни к чему меня не побуждает." 

## Даймон
Содержащийся в тексте термин "даймон" непереводим на современные языки. Определять его как "божественное" начало не совсем верно по той причине, что по-гречески слову "божественное" соответствует другой термин - theios. В русском переводе был условно принят перевод "гений", однако его смысл не связан с новоевропейским значением, который подразумевает наивысшую духовную способность человеческого субъекта - такое значение термина неприминимо к античности из-за свой субъективности. 

## Содержание
Феаг - сын Демодока. Демодок (Δημόδοκος) - богатый землевладелец, в «Апологии Сократа» уточняется его отцовство двух братьев, Парала и Феага. Он присутствовал на суде во время заключительной речи Сократа. Будучи уже стариком (старше Сократа) он живёт на покое под Афинами, однако раньше занимал важные должности. В Афины он прибыл в поисках учёного софиста, чтобы обучить своего сына Феага, по пути он встречает Сократа. 
Демодок приглашает Сократа для беседы в портик (στοὰν) Зевса Освободителя (121a), который находился в Афинской агоре. Он сетует на то, что воспитание детей - это трудное дело, сравнивая рождение и воспитание детей с посадкой и уходом за растением. Как выясняется, Феаг уже овладел грамотой, искусством игры на кифаре и борьбой, однако он еще жаждет овладеть мудростью (σοφία — 123d). Сократ пытается выяснить, какую мудрость имеет в виду Феаг и узнает, что речь идет об управлении всеми людьми. Однако Сократ замечает, что управляющий людьми скорее называется тираном (τύραννος), чем мудрецом (124e). Феаг возражает, что он желает управлять отнюдь не насилием, но мудростью (126а). В ходе дальнейшего рассуждения оказывается, что государственные мужи редко бывают хорошими воспитателями. Сократ же рекомендует взять в учителя софистов: Продика или Горгия (127e). Феаг обращает внимание, что и Сократ является неплохим наставником. 
Тогда Сократ начинает рассказ о своем даймоне (греч. δαιμόνιον) (128d), который с детства предостерегает его от совершения тех или иных действий. Поэтому успех в постижении мудрости зависит не только от учителя, но и от благосклонности даймона. Сила даймона, оказывающая влияние на более способных к предмету учеников, тем самым лишает свой помощи неспособных к философии. Феаг соглашается пройти испытание, чтобы убедиться в своих способностях.

## О Феаге
Феаг также упоминается в «Апологии Сократа»" (33е) наряду со своим братом Паралом, а также в «Государстве» (VI 496c) Сократ в разговоре с братом Платона Адимантом вспоминает Феага, как ученика, достойным образом занимающегося философией, но тем не менее, опасается, что тот, начав увлекаться государственными делами, может тем самым отойти от философии. Всё же из-за слабого здоровья Феаг был вынужден отказаться от политической деятельности. Скорее всего, Феаг умер в дни процесса над Сократом. 

## Переводчики
- С.Я.Шейнман-Топштейн.